# Aprostocetus dendroctoni
Aprostocetus dendroctoni är en stekelart som beskrevs av Yang 1996. Aprostocetus dendroctoni ingår i släktet Aprostocetus och familjen finglanssteklar. Inga underarter finns listade i Catalogue of Life.